# Televisió de Manresa

Cobertura TDT de TV Manresa.

Televisió de Manresa (Televisión de Manresa en castellano) (TVM) és una de las televisiones locales de Manresa, Bages. Hace muchos años que emite en la ciudad, aunque con diferentes nombres y propietarios, y actualmente también emite para toda la comarca.
Es la televisión líder del Bages, pues forma parte del Grup Regió7 (Grupo Regió7 en castellano), grupo de comunicación líder en toda la Cataluña central (Bages, Anoia, Solsonés, Osona...).
Posee grandes medios técnicos, así como un gran equipo dispuesto a darlo todo para hacer de ella una televisión de calidad y con veinticuatro horas de emisión.
Forma parte de la XTVL (Xarxa de Televisións Locals, Red de Televisiones Locales en castellano).

## Programas
Actualmente emite los siguientes programas:
- Informatiu: programa de noticias emitido en directo por la noche (21h00), y en diferido durante varias horas del día siguiente. Presentado por Queralt Casals y dirigido por Jordi Morros. Tiene una redacción de varias personas y colaboradores en contenidos.
- Informatiu esportiu: programa de noticias deportivas emitido los lunes por la noche en directo (21h30). Presentado por Jordi Torras.
- TMX Tu mateix: programa de recomendaciones comerciales, emitido varias veces cada día (15h00, 20h30 y 23h30). Presentado y dirigido por Joan Carles Castaño.
- Àrea de servei: programa que muestra una empresa a fondo, por visualizar las ventajas que ofrece.
- Angular: programa de entretenimiento, con entrevistas, encuestas de calle, reportajes, debates y ofertas de actividades, emitido en horario prime time (22h00 lunes y 21h30 de martes a jueves). Presentado por Alba Subirà y colaboradores.
- Punt i seguit: programa que entrevista a personas conocidas del Bages por conocer a fondo como son y cuáles son sus proyectos. Presentado por el director de los servicios informativos de Televisió de Manresa, Jordi Morros.
- Fes el pas: pequeño espacio en que los alcaldes de las poblaciones del Bages fomentan el reciclaje.
- Esports en xarxa: programa con contenido deportivo emitido en directo, repasando siempre la actualidad. Emitido por la tarde.
- E,S,O: programa dirigido a público adolescente que muestra fragmentos del diario personal de varios adolescentes. Emitido por la tarde.
- Què? Non: programa destinado a público infantil que explora con el espectador el descubrimiento de la vida y el porqué de las cosas. Emitido por la tarde.
- Ba-ba: programa dirigido a público muy pequeño en que se hace un recorrido por el mundo de los sentidos, los colores y las formas. Emitido por la tarde.
- Al día: informativo de calidad de la Xarxa de Televisions Locals. Emitido a mediodía y por la noche.
- Autoindefinits: programa de humor. Emitido por la tarde justo después de Angular.
- La cua del día: programa que aborda temas de actualidad y son tratados por verdaderos entendidos. Emitido por la tarde en diferido.
- Telemonegal: es el programa de crítica televisiva de referencia en el panorama comunicativo catalán. Cada domingo por la noche, con Ferran Monegal.
- Rodamón: magazine de viajes dónde se muestran las muchas y muy variadas posibilidades a la hora de conocer mundo.
- Cinema de nit 08: programa en horario prime time que emite una película sin interrupciones. Emitido los sábados a las 22h30.
- Sobrevent: programa que muestra actividades aéreas y acuáticas, y parando una atención especial a los paisajes y al respecto de los ecosistemas que se visitan.
- Connectats: es un equipo de enseñanza y realización multidisciplinar de medios. Se emite por TVM los miércoles a las 15h00 y los jueves a las 11h30.
- El bus: Joan Bosch presenta una propuesta basada en el repaso exclusivo a la actualidad del país, semana a semana.
- El temps del Picó: programa que aborda temas de meteorología presentado por Alfred Rodríguez Picó.
- La nit: tertulia alrededor de la actualidad.
- Òrbita música: espacio de difusión de la música que se hace en el país y que incluye noticias, reportajes, entrevistas y una lista de éxitos que se actualiza cada semana.
- This is not another freaky TV: programa que habla del mundo del cómico y de la imagen rehuyendo de los estereotipos clásicos.
- Va de castells: programa que habla de las principales actuaciones castelleras de la semana, un reportaje sobre la historia o la técnica castellera y entrevistas.
- Espai públic: programa de entrevistas dónde se escuchan diferentes puntos de vista.
- Natura't: programa que trata el tema del medio ambiente y las buenas prácticas personales y científicas verso la conservación del planeta y los cambios que la acción de las personas originan sobre el entorno. Muy pronto se estrenará en Televisió de Manresa.